# Trieux (Meurthe-et-Moselle)
Ambroise Pelletier, Nobiliaire, ou armorial général de la Lorraine et du Barrois, Chez Thomas père & fils, 1758 (lire en ligne)

Trieux est une commune française située dans le département de Meurthe-et-Moselle en région Grand Est.
Cette commune se trouve dans la région historique et culturelle de Lorraine.

## Géographie
Cette commune fut un village-frontière avec l'Empire allemand entre 1871 et 1914.
|              | Sancy  |                    |
| Tucquegnieux | Trieux | Lommerange Moselle |
|              | Avril  |                    |

### Hydrographie

#### Réseau hydrographique
La commune est dans le bassin versant du Rhin au sein du bassin Rhin-Meuse. Elle est drainée par le ruisseau de Chevillon et le ruisseau Fosse au Diable,.

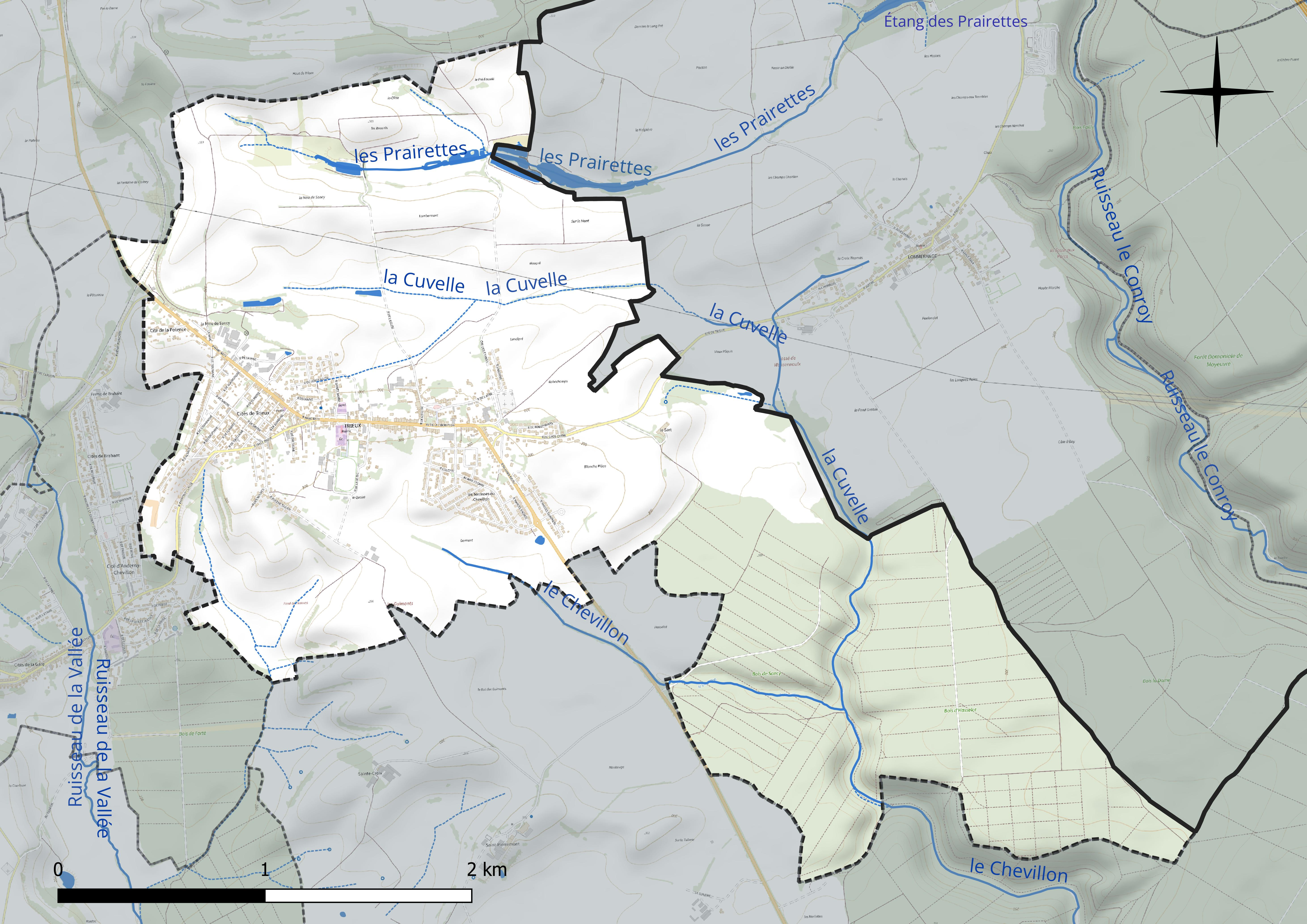
Réseau hydrographique de Trieux.

#### Gestion et qualité des eaux
Le territoire communal est couvert par le schéma d'aménagement et de gestion des eaux (SAGE) « Bassin ferrifère ». Ce document de planification concerne le périmètre des anciennes galeries des mines de fer, des aquifères et des bassins versants hydrographiques associés qui s’étend sur 2 418 km2. Les bassins versants concernés sont celui de la Chiers en amont de la confluence avec l'Othain, et ses affluents (la Crusnes, la Pienne, l'Othain), celui de l'Orne et ses affluents et celui de la Fensch, le Veymerange, la Kiesel et les parties françaises du bassin versant de l'Alzette et de ses affluents (Kaylbach, ruisseau de Volmerange). Il a été approuvé le 27 mars 2015. La structure porteuse de l'élaboration et de la mise en œuvre est la région Grand Est. 
La qualité des cours d’eau peut être consultée sur un site dédié géré par les agences de l’eau et l’Agence française pour la biodiversité. 

### Climat
Pour des articles plus généraux, voir Climat du Grand Est et Climat de Meurthe-et-Moselle.
En 2010, le climat de la commune est de type climat de montagne, selon une étude du Centre national de la recherche scientifique s'appuyant sur une série de données couvrant la période 1971-2000. En 2020, Météo-France publie une typologie des climats de la France métropolitaine dans laquelle la commune est exposée à un climat semi-continental et est dans la région climatique  Lorraine, plateau de Langres, Morvan, caractérisée par un hiver rude (1,5 °C), des vents modérés et des brouillards fréquents en automne et hiver. 
Pour la période 1971-2000, la température annuelle moyenne est de 9,4 °C, avec une amplitude thermique annuelle de 16,5 °C. Le cumul annuel moyen de précipitations est de 870 mm, avec 13 jours de précipitations en janvier et 9,2 jours en juillet. Pour la période 1991-2020, la température moyenne annuelle observée sur la station météorologique de Météo-France la plus proche, « Doncourt-lès-Conflans », sur la commune de Doncourt-lès-Conflans à 20 km à vol d'oiseau, est de 10,7 °C et le cumul annuel moyen de précipitations est de 710,3 mm. 
La température maximale relevée sur cette station est de 40,9 °C, atteinte le 25 juillet 2019 ; la température minimale est de −16,5 °C, atteinte le 26 décembre 2010,,. 
Les paramètres climatiques de la commune ont été estimés pour le milieu du siècle (2041-2070) selon différents scénarios d'émission de gaz à effet de serre à partir des nouvelles projections climatiques de référence DRIAS-2020. Ils sont consultables sur un site dédié publié par Météo-France en novembre 2022.

## Urbanisme

### Typologie
Au 1er janvier 2024, Trieux est catégorisée bourg rural, selon la nouvelle grille communale de densité à sept niveaux définie par l'Insee en 2022.
Elle appartient à l'unité urbaine de Tucquegnieux, une agglomération intra-départementale regroupant deux  communes, dont elle est ville-centre,,. Par ailleurs la commune fait partie de l'aire d'attraction de Luxembourg (partie française), dont elle est une commune de la couronne,. Cette aire, qui regroupe 115 communes, est catégorisée dans les aires de 700 000 habitants ou plus (hors Paris),.

### Occupation des sols
L'occupation des sols de la commune, telle qu'elle ressort de la base de données européenne d’occupation biophysique des sols Corine Land Cover (CLC), est marquée par l'importance des territoires agricoles (57,4 % en 2018), en diminution par rapport à 1990 (59,9 %). La répartition détaillée en 2018 est la suivante : prairies (30,6 %), forêts (29,9 %), terres arables (26,8 %), zones urbanisées (12,7 %). L'évolution de l’occupation des sols de la commune et de ses infrastructures peut être observée sur les différentes représentations cartographiques du territoire : la carte de Cassini (XVIIIe siècle), la carte d'état-major (1820-1866) et les cartes ou photos aériennes de l'IGN pour la période actuelle (1950 à aujourd'hui).

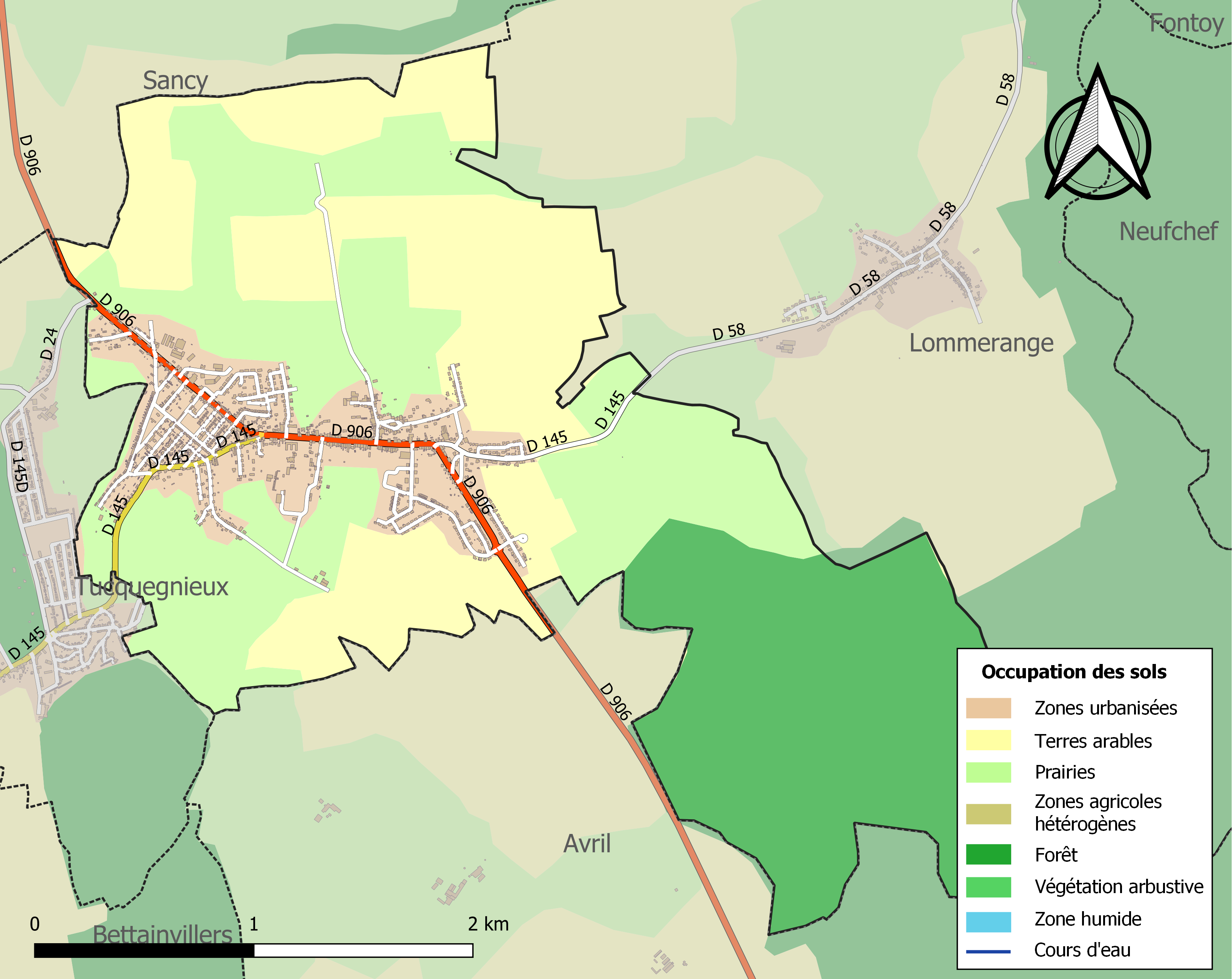
Carte des infrastructures et de l'occupation des sols de la commune en 2018 (CLC).

## Toponymie
Le nom de la localité est attesté sous les formes Troieul (1093) ; Troiul (1106) ; Trieuf (1299) ; Trieut (1314) ; Trieu (1429) ; Truel, Truet Vrieux, Trieul (1544) ; Trieulx (1555) ; Le Sart de Trieul (1571).

Un trieux, trèches en patois vosgien, du picard trie, trieu signifie « terrain vague, friche, terre à pâturage », à rapprocher du wallon trî, trîhe, venant du francique *thresk. Ce mot est utilisé dans nombreux lieux du nord de la France.

## Histoire
La mairie du Sart de Trieux, constituée à la suite d’actes de janvier 1270, comprenait Trieux, Lommerange, Landrevange, Hamerange, Thor et Haceloy.
Le 14 février 1512, Colart et Jacques des Armoises vendirent la moitié de la seigneurie du Sart de Trieux à Etienne Perrin, receveur de Briey. Cette partie de seigneurie leur était parvenue par le décès de Colard des Armoises et de Catherine d’Essey, leurs aïeul et aïeule.
La famille de Vigneulles fit ses dénombrements pour Trieux au XVIe siècle. 
François de Serainchamps acquit de Claude de Vigneulles, seigneur en partie de Maizeray, et de Marguerite de Xonot, sa femme, les seigneuries du Sart de Trieux, de Lommerange et de Bettainvillers, et en fit la reprise 14 décembre 1597. La famille de Serainchamps conserva le Sart de Trieux jusqu’à son extinction à la fin du XVIIIe siècle. 
En 1785, Marguerite de Serainchamps, dame de Lommerange, du Sart de Trieux, de Saulny, dernière de sa famille fit donation des terres et seigneuries de Brabant, Trieux et Lommerange à Charles-Alexandre-Joseph comte de Gourcy.
En 1817, Trieux était un village de l'ancienne province du Barrois qui avait pour annexe la ferme de la Grange-au-Sart et le moulin de Malsage. À cette époque, il y avait 371 habitants répartis dans 59 maisons.
Ancienne cité minière, elle est aussi connue pour la grève de 1963. En effet, les mineurs ont occupé le fond de la mine pendant 79 jours afin de protester contre la fermeture de cette dernière.

## Politique et administration
| Période                                  | Période                   | Identité                                          | Étiquette | Qualité |
| ---------------------------------------- | ------------------------- | ------------------------------------------------- | --------- | --- |
| Les données manquantes sont à compléter. |                           |                                                   |           | |
| mars 1965                                | mars 1983                 | François Corra                                    | PCF       | Mineur, ancien meneur de la grève de 1963 |
| mars 1983                                | mars 1987                 | Jean Merjai                                       | PS        | Mineur, démissionne pour maladie |
| mars 1987                                | mars 2014                 | Christian Eckert                                  | PS        | Professeur Député de la 7e circonscription de Meurthe-et-Moselle (2007-2014) Secrétaire d'État chargé du Budget et des Comptes publics (2014-2017) Conseiller régional de Lorraine (1998-2010) Vice-président du conseil régional de Lorraine (2004-2010) |
| mars 2014                                | août 2017 (démission)     | Patrick Javelle                                   | SE        | Retraité |
| 8 octobre 2017                           | En cours (au 27 mai 2020) | Jean-Claude Kociak Réélu pour le mandat 2020-2026 | SE-DVG    | Retraité |

## Population et société

### Démographie
L'évolution du nombre d'habitants est connue à travers les recensements de la population effectués dans la commune depuis 1793. Pour les communes de moins de 10 000 habitants, une enquête de recensement portant sur toute la population est réalisée tous les cinq ans, les populations de référence des années intermédiaires étant quant à elles estimées par interpolation ou extrapolation. Pour la commune, le premier recensement exhaustif entrant dans le cadre du nouveau dispositif a été réalisé en 2004.

En 2022, la commune comptait 2 682 habitants, en évolution de +5,88 % par rapport à 2016 (Meurthe-et-Moselle : −0,13 %, France hors Mayotte : +2,11 %).
| 1793 | 1800 | 1806 | 1821 | 1836 | 1841 | 1861 | 1866 | 1872 |
| ---- | ---- | ---- | ---- | ---- | ---- | ---- | ---- | ---- |
| 425  | 368  | 415  | 405  | 390  | 411  | 366  | 370  | 420  |

| 1876 | 1881 | 1886 | 1891 | 1896 | 1901 | 1906 | 1911  | 1921  |
| ---- | ---- | ---- | ---- | ---- | ---- | ---- | ----- | ----- |
| 436  | 403  | 398  | 342  | 291  | 258  | 699  | 1 624 | 1 369 |

| 1926  | 1931  | 1936  | 1946  | 1954  | 1962  | 1968  | 1975  | 1982  |
| ----- | ----- | ----- | ----- | ----- | ----- | ----- | ----- | ----- |
| 2 171 | 2 452 | 2 324 | 2 080 | 2 443 | 3 012 | 2 697 | 2 283 | 2 030 |

| 1990  | 1999  | 2004  | 2006  | 2009  | 2014  | 2019  | 2022  | - |
| ----- | ----- | ----- | ----- | ----- | ----- | ----- | ----- | - |
| 1 859 | 1 853 | 1 954 | 1 969 | 2 004 | 2 485 | 2 605 | 2 682 | - |

## Culture locale et patrimoine

### Lieux et monuments

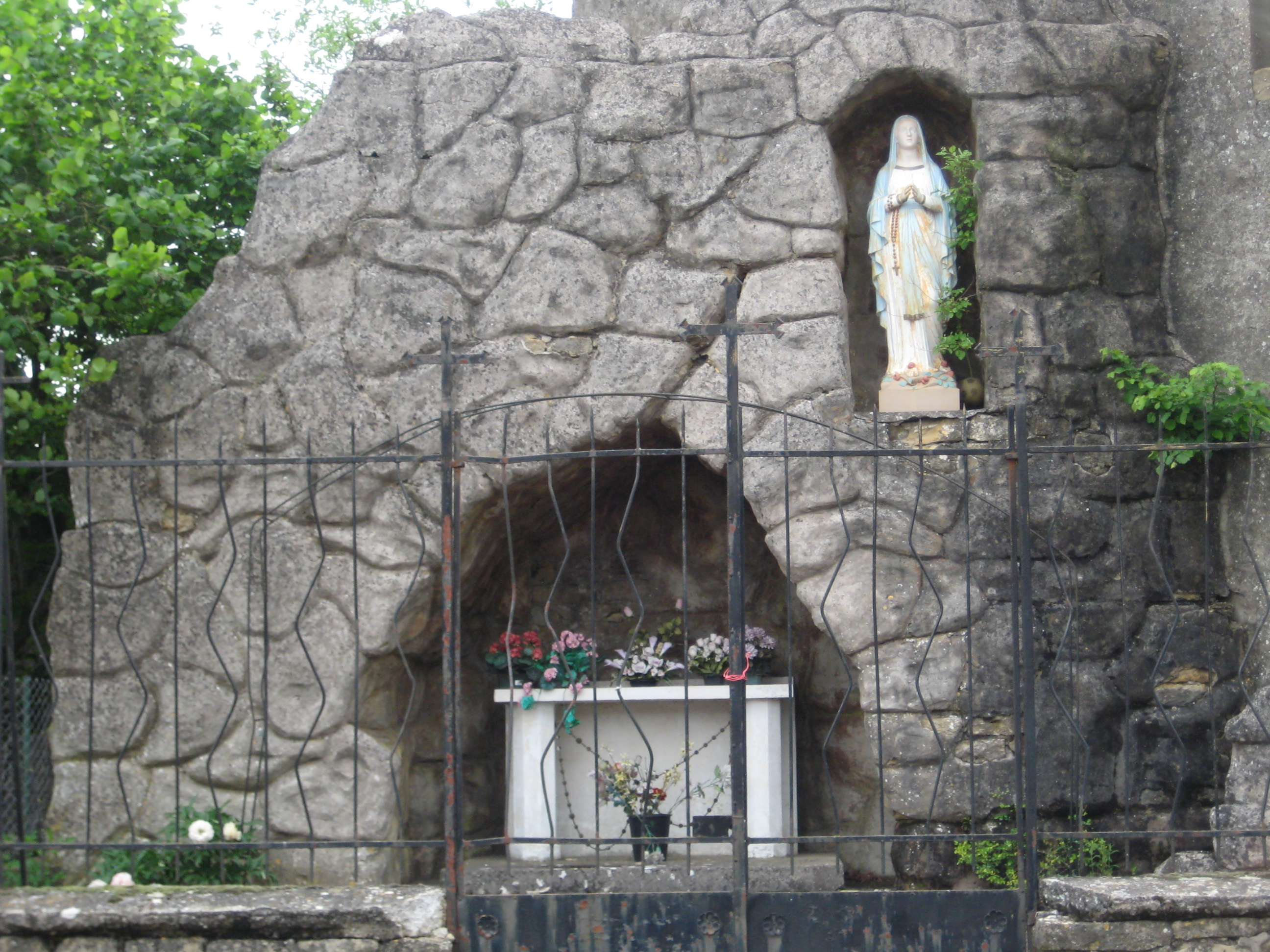
Grotte de Trieux.

- Ferme du Sart, ancienne cense de l'abbaye de Saint-Pierremont, construite en 1617 (date portée à droite de la porte charretière). Restaurée en 1887 (date portée à gauche de la porte charretière). Armoiries de Jean Domant, abbé de Saint-Pierremont (1594-1621). La porte du logis est inscrite au titre des monuments historiques par arrêté du 7 avril 1998[32].
- Église paroissiale Saint-Martin, reconstruite en 1822, date portée ; tour clocher en 1851, date portée, marques de tâcheron dans la tour.
- Grotte de Lourdes.

### Personnalités liées à la commune
- Marc Paygnard, né en 1945 à Trieux, photographe connu pour ses photographies humoristiques.

### Héraldique, logotype et devise
| Blason de Trieux | Blason  | D'argent au chef-pal de gueules chargé de trois quartefeuilles d'or en chef et d'une clef de même mise en pal, en pointe. |
| Blason de Trieux | Détails | Le chef-pal évoque l'initiale de Trieux. Il figure en outre la coupe d'une galerie de mine et rappelle ainsi que la commune a possédé une mine de fer. Les quartefeuilles viennent des armes de la famille de Serainchamps qui a donné de nombreux seigneurs à la commune aux XVIIe et XVIIIe siècles. Cette famille portait: d'argent à la bande de gueules chargée de trois quartefeuilles d'or. La clef est empruntée aux armes de l'abbaye de Saint Pierremont, qui possédait de nombreux biens dans la commune comme la grange du Sart. Le statut officiel du blason reste à déterminer. |